# یواس‌اس تیلاموک (ای‌تی‌ای-۱۹۲)
یواس‌اس تیلاموک (ای‌تی‌ای-۱۹۲) (به انگلیسی: USS Tillamook (ATA-192)) یک کشتی بود که طول آن ۱۴۳ فوت ۰ اینچ (۴۳٫۵۹ متر) بود. این کشتی در سال ۱۹۴۴ ساخته شد.